# Petra Klingler

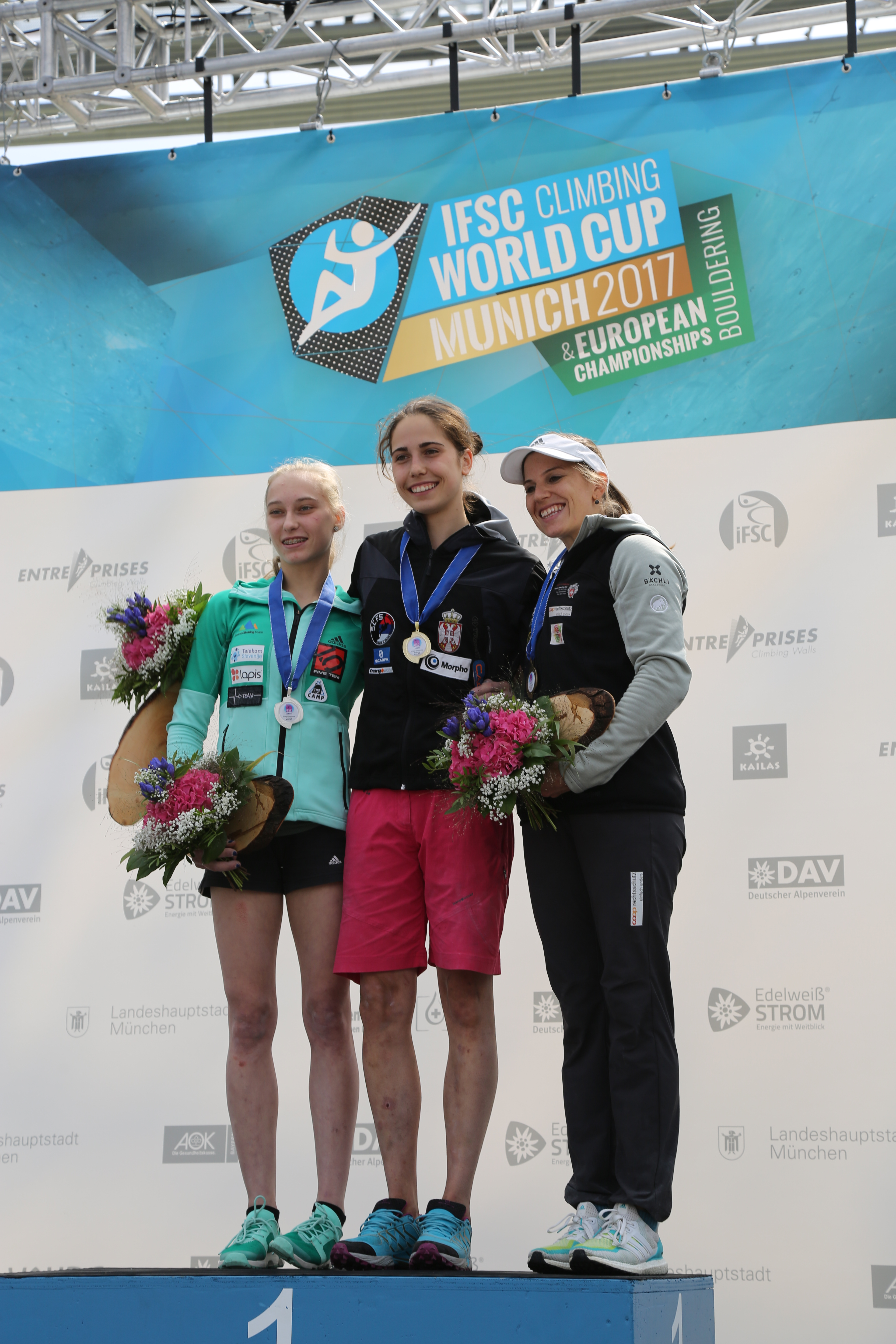
ME 2017 (bouldering) Monachium. Podium stoją od lewej: Janja Garnbret SLO (2 m.), Staša Gejo SRB (1 m.) i Petra Klingler (3 m.)

Petra Klingler (ur. 22 lutego 1992 w Bonstetten w kantonie Zurych) – szwajcarska wspinaczka sportowa uprawia także wspinaczkę lodową. Specjalizuje się w boulderingu, prowadzeniu oraz we wspinaczce łącznej. Mistrzyni świata (w boulderingu) z 2016 roku w Paryżu.

## Kariera sportowa
Pierwszy swój medal (brązowy) na mistrzostwach świata zdobyła w Paryżu w 2012 roku w konkurencji wspinaczki łącznej.  Paryż okazał się szczęśliwy również dla Petry Klingler w 2016 ponieważ tam zdobyła złoty medal w boulderingu.
W 2019 na mistrzostwach świata w Hachiōji startowała w boulderingu oraz we wspinaczce łącznej. 
Zajęcie 8. miejsca w klasyfikacji generalnej wspinaczki łącznej zapewniło jej bezpośrednie kwalifikacje na IO 2020 w Tokio we wspinaczce sportowej.
Wielokrotna uczestniczka, medalistka Mistrzostw Europy, mistrzyni Szwajcarii.
Studiowała nauki o sporcie i psychologię sportu na Uniwersytecie w Bernie.

## Osiągnięcia

### Puchar Świata
| Konkurencje | 2015 | 2016 | 2017 | 2018 | 2019 |
| Bouldering  | 4    | 8    | 5    |      | 6    |

### Mistrzostwa świata
| Konkurencje        | 2009 | 2011 | 2012 | 2014 | 2016 | 2018 | 2019 |
| Bouldering         | 30   | 29   | 7    | 8    | 1    | 6    | 10   |
| Prowadzenie        | —    | —    | 27   | 15   | —    | 13   | 29   |
| Wspinaczka na czas | 21   | 20   | 23   | 27   | —    | 33   | 37   |
| Wspinaczka łączna  | —    | —    | 3    | 2    | —    | 5    | 8    |

### Mistrzostwa Europy
| Konkurencje        | 2010 | 2013 | 2017 |
| Bouldering         | 15   | 15   | 3    |
| Prowadzenie        | —    | 35   | 21   |
| Wspinaczka na czas | 17   | 18   | 23   |
| Wspinaczka łączna  | —    | —    | 2    |

### Rock Master
| Konkurencje | 2010 |
| Bouldering  | 11   |
| Prowadzenie | 17   |

## Galeria

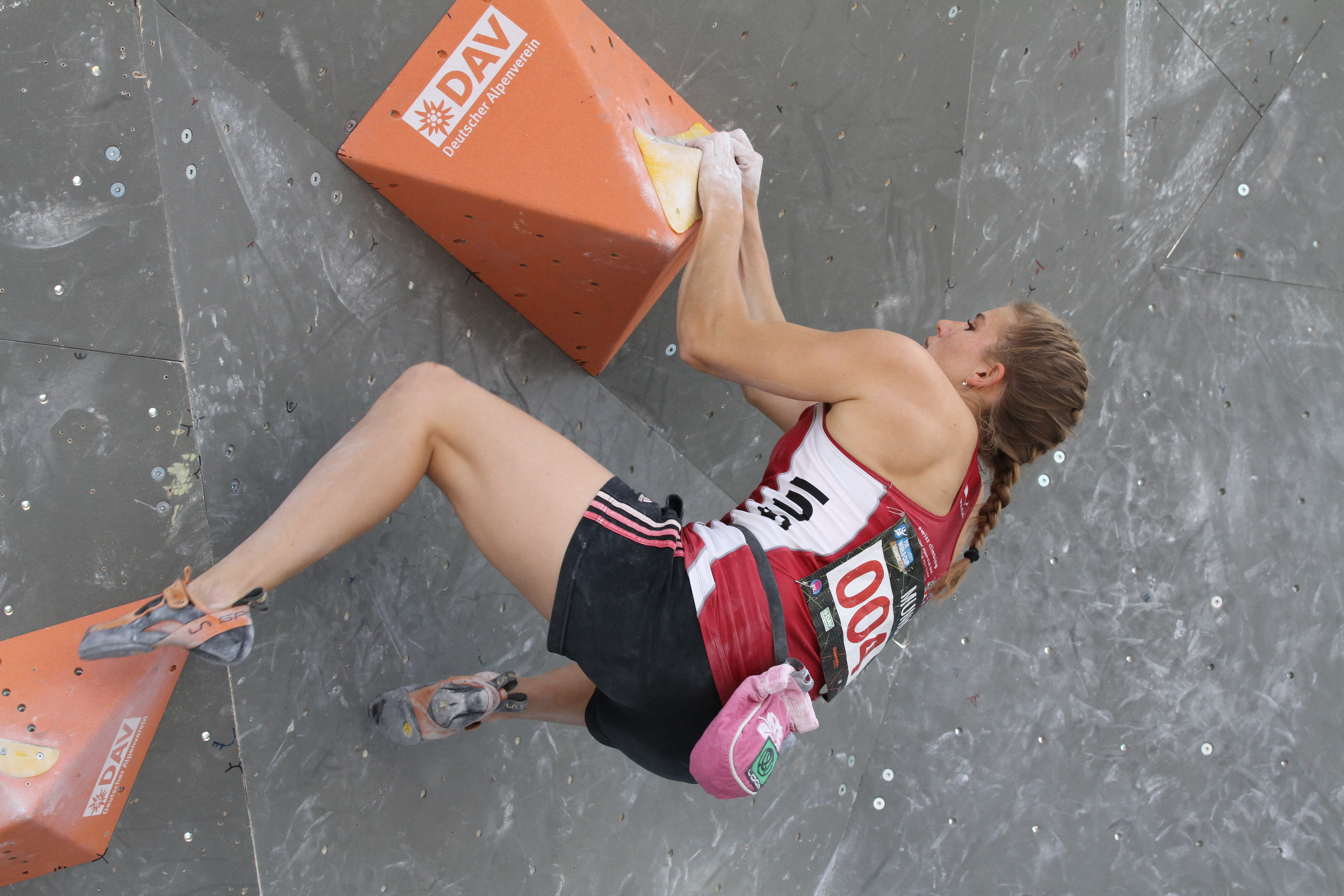
PŚ 2015 Monachium
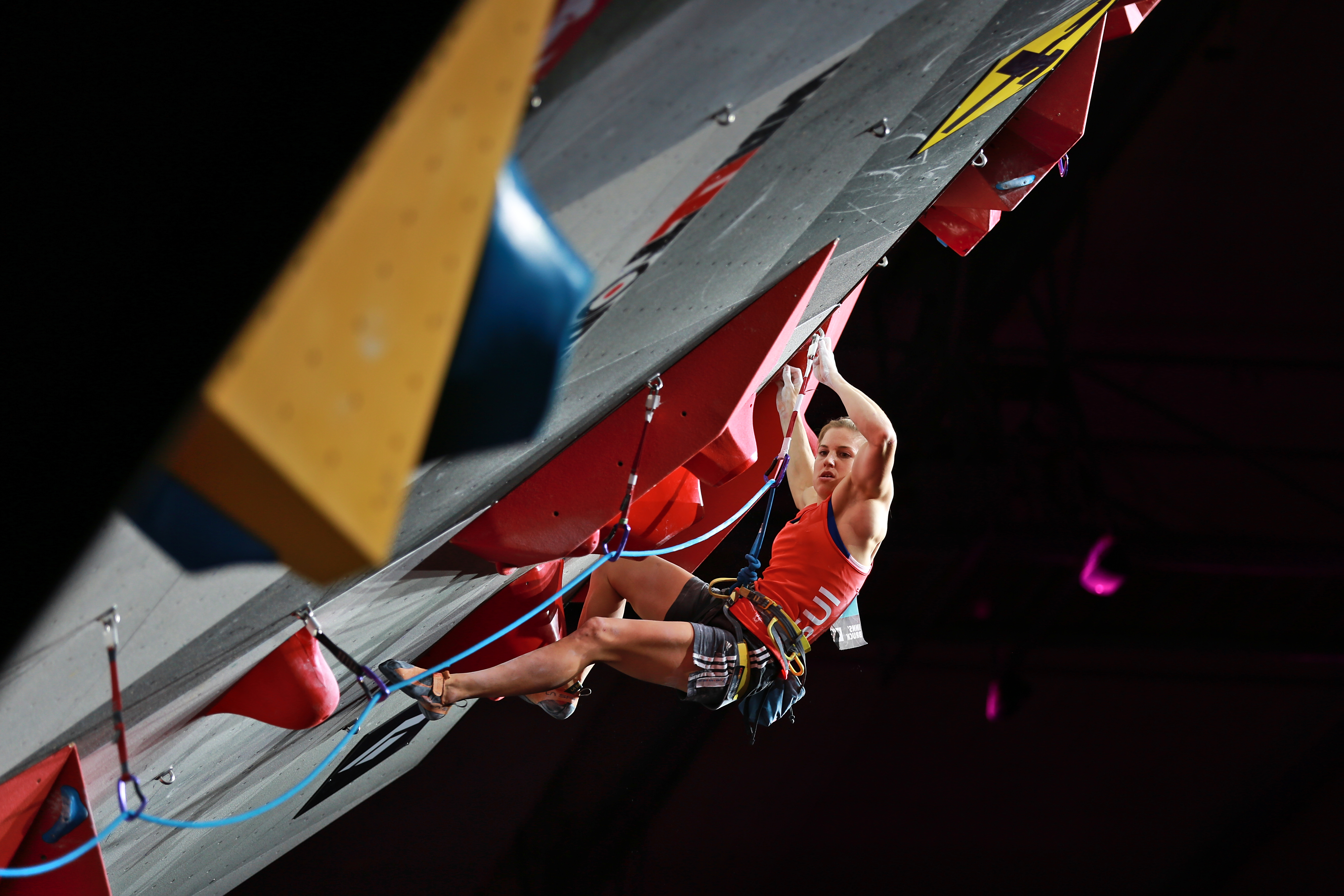
MŚ 2018 Innsbruck (5 m.)
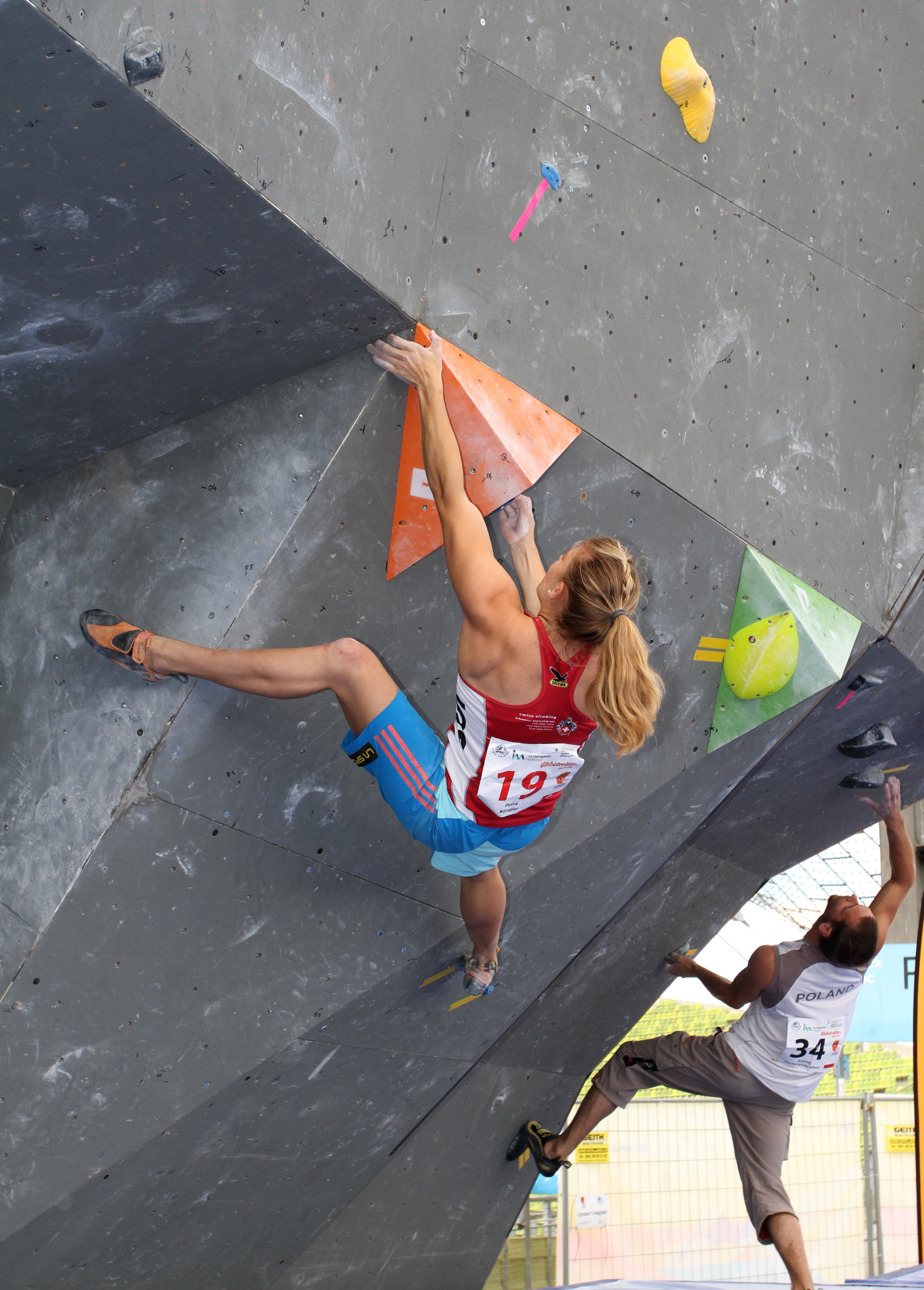
PŚ 2010 Monachium. Duel Petra Klingler i Andrzej Mecherzyński-Wiktor
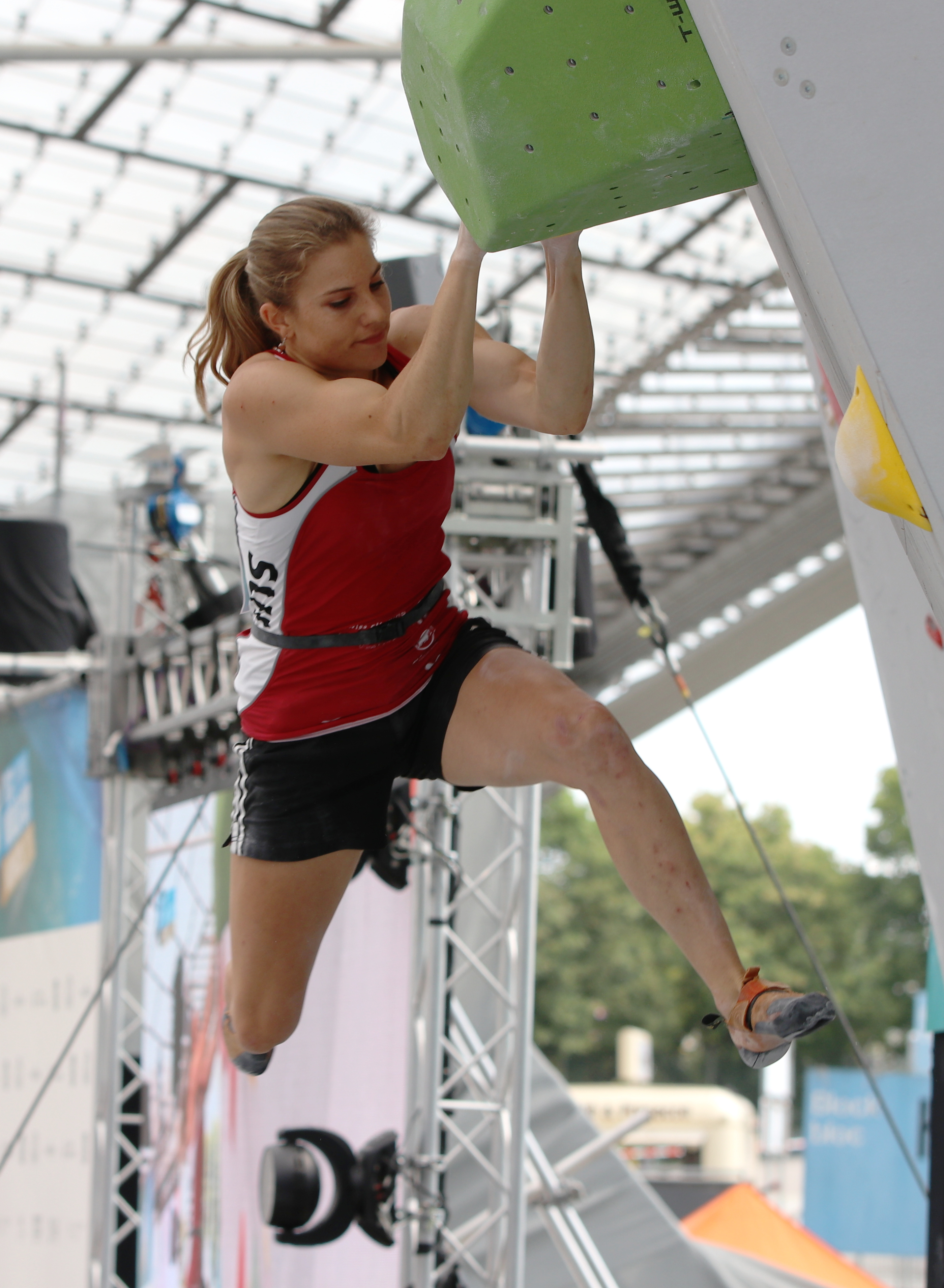
PŚ 2018 Monachium
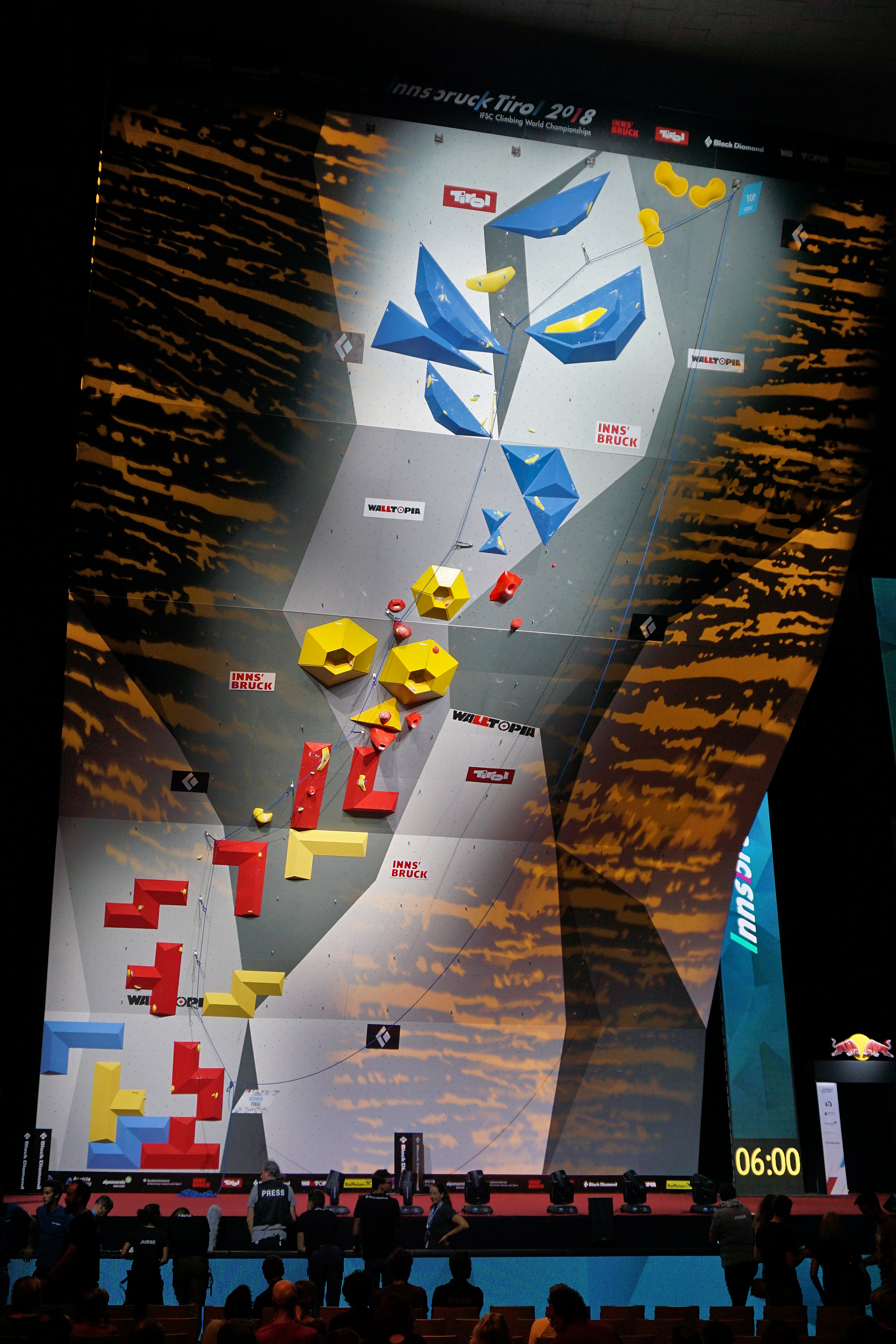
MŚ 2018  Innsbruck - ściana wspinaczkowa